# Суходол (Красноярский край)
Суходол — поселок в Минусинском районе Красноярского края. Входит в состав Маломинусинского сельсовета.

## История
В 1976 г. Указом Президиума ВС РСФСР поселок фермы №2 Енисейского совхоза переименован в Суходол.

## Население
| 2010 |
| ---- |
| 388  |